# ژانا بلبولیان
ژانا رافایکی بلبولیان (ارمنی: Ժաննա Ռաֆիկի Բլբուլյան؛  ۲۴ مارس ۱۹۴۷) یک بازیگر و ترانه‌سرا اهل ارمنستان-فرانسه است. وی از سال میلادی تا کنون فعالیت می‌کند.

## زندگی‌نامه
وی در ۲۴ مارس ۱۹۴۷ در نور بایزیت به دنیا آمد و از هنرستان موسیقی آلکساندر اسپنداریان، کنسرواتوار دولتی کومیتاس ایروان (۱۹۷۴) و کالج دولتی موسیقی رومانوس ملیکیان فارغ‌التحصیل شد. وی خواهر لئون بلبولیان می‌باشد. وی از سال ۱۹۹۴ در پاریس زندگی و فعالیت می‌کند. وی 